# Петраш Михайло
Пе́траш Миха́йло Ка́рлович (псевдо: Явір; 20 вересня 1922, с. Тязів, тепер Тисменицький район, Івано-Франківська область — 30 червня 1946, біля с. Павлівка, тепер Тисменицький район, Івано-Франківська область) — український військовий діяч, поручник Української повстанської армії, командир сотні «Стріла», лицар Бронзового Хреста бойової заслуги.

## Життєпис
В юнацькі роки брав участь у товариствах «Сокіл» і «Просвіта». Наприкінці 1941 р. вступив в ОУН, за вказівкою якого вступив в УДП. Призначений командиром охорони залізничного мосту в Станіславі через річку Бистриця Солотвинська. 15.11.1943 разом з охоронним відділом переходить в УНС у Чорний ліс. Був командиром роя у відділі постачання.
З липня 1944 р. очолив третю чоту сотні «Стріла». У січні 1945 р. призначений командиром сотні «Стріла» куреня «Дзвони» ТВ-22 «Чорний ліс».
Влітку 1946 р. одружився з повстанською розвідницею Маланюк Варварою «Русалкою», родом з села Павлівка, Тисменицького району.
Загинув неподалік від нього в урочищі Тязівське поле в бою з військами МДБ. Похований у с. Павлівка.

## Нагороди
- Наказом КВШ УПА ч. 20 від 15 серпня 1946 р. відзначений Бронзовим Хрестом Бойової Заслуги з датою 15 червня 1946 року.

## Вшанування пам'яті
Іменем героя названа вулиця в Івано-Франківську.